# کاشیوادو تسویوشی
کاشیوادو تسویوشی (به ژاپنی: 柏戸 剛) کُشتی‌گیر سوموی اهل استان یاماگاتا در کشور ژاپن است که چهل‌وهفتمین کشتی‌گیر دارای رتبهٔ یوکوزونا محسوب می‌شود. وی در سال ۱۹۶۱ میلادی به این مرتبه ارتقا یافت و در سال ۱۹۶۹ میلادی بازنشست شد. کاشیوادو تسویوشی توانست ۵ بار قهرمان (یوشو) مسابقات سومو شود.